# Languedoc-Roussillon
Languedoc-Roussillon từng là một vùng của nước Pháp, bao gồm năm tỉnh: Aude, Gard, Hérault, Lozère và Pyrénées-Orientales. Thủ phủ của vùng này là thành phố Montpellier. Từ ngày 1 tháng 1 năm 2016, lãnh thổ này là bộ phận của vùng mới Occitanie.

## Hành chính
Nó bao gồm 5 tỉnh, và giáp giới với các vùng khác của Pháp ở vùng Provence-Alpes-Côte d'Azur, Rhône-Alpes, Auvergne, Midi-Pyrénées ở phía bên kia, và Tây Ban Nha, Andorra và biển Địa Trung Hải ở phía bên kia. Đây là khu vực cực nam của lục địa Pháp.

## Văn hóa

### Ngôn ngữ
Trước thế kỷ 20, tiếng Occitan là ngôn ngữ được sử dụng ở Languedoc, và Catalan là ngôn ngữ được sử dụng trong Roussillon. Cả hai đều chịu sức ép từ phía Pháp. Năm 2004, nghiên cứu của Chính phủ Catalonia cho thấy 65% người lớn trên 15 tuổi ở Roussilon có thể hiểu được tiếng Catalan, trong khi 37% nói rằng họ có thể nói được. 
Trong những năm gần đây đã có những nỗ lực phục hồi cả hai ngôn ngữ, bao gồm cả trường trung học Catalan- thông qua các trường học La Bressola.

### Văn học
Văn học Occitan - đôi khi còn được gọi là văn học Provençal - là một văn bản của văn bản được viết bằng Occitan trong vùng Nam Pháp hiện nay. Nó bắt nguồn từ thơ của những người rải rác vào thế kỷ thứ mười một và mười hai, và gây cảm hứng cho sự nổi lên của văn học bản địa khắp Âu Châu thời trung cổ.

### Rượu vang
Vùng Languedoc-Roussillon chiếm 740.300 mẫu Anh (2.996 km2) của các vườn nho, gấp ba lần diện tích vườn nho ở Bordeaux và khu vực này đã trở thành một trung tâm sản xuất rượu vang quan trọng trong nhiều thế kỷ. Cây nho được cho là đã tồn tại ở miền Nam nước Pháp kể từ giai đoạn Pliocene - trước sự tồn tại của Homo sapiens. Những vườn nho đầu tiên của Gaul đã phát triển quanh hai thị trấn: Béziers và Narbonne. Khí hậu Địa Trung Hải và đất đai dồi dào với đất cát đá dày đến đất sét dày rất phù hợp cho việc sản xuất rượu và ước tính rằng một trong mười chai rượu vang thế giới được sản xuất trong khu vực này trong thế kỷ 20 (Robinson 1999: 395). Mặc dù số lượng lớn này nhưng ý nghĩa của khu vực thường bị bỏ qua bởi các ấn phẩm học thuật và các tạp chí thương mại, chủ yếu bởi vì rất ít rượu được sản xuất được phân loại theo một tên gọi contrôlée cho đến những năm 1980 (Joseph 2005: 190).